# サン・フェルナンド (カディス県)
サン・フェルナンド(スペイン語: San Fernando)は、スペイン・アンダルシア州カディス県のムニシピオ（基礎自治体）。かつては島であったことから、地元ではラ・イスラ（La Isla、島）とも呼ばれる。県都カディスの約14km南東にある。

## 由来

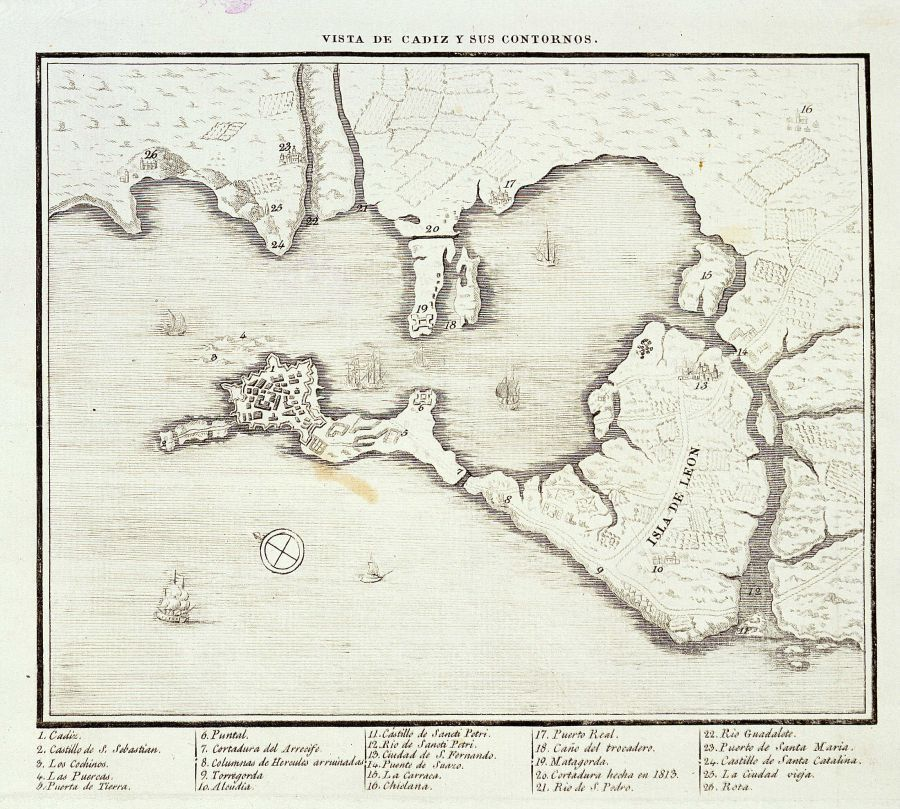
19世紀に描かれたカディス湾とレオン島

サン・フェルナンドという市名は、19世紀初頭のスペイン王フェルナンド7世の、フランス軍侵攻時の英雄的行為を讃えて名付けられたものである。旧名のイスラ・デ・レオン（es:Isla de León、レオン島とも）は、15世紀にこの地を購入したポンセ・デ・レオン（カディス公侯爵家傍系）によって名付けられた。一部の作家によれば、レオンの由来は、ギリシャ神話のヘラクレスがネメアの獅子を退治した逸話にあるという。伝説によれば、古代ギリシャの島ガデイラス（es:Gadeiras）は現在のカディス県にあった島だという。

## 地理

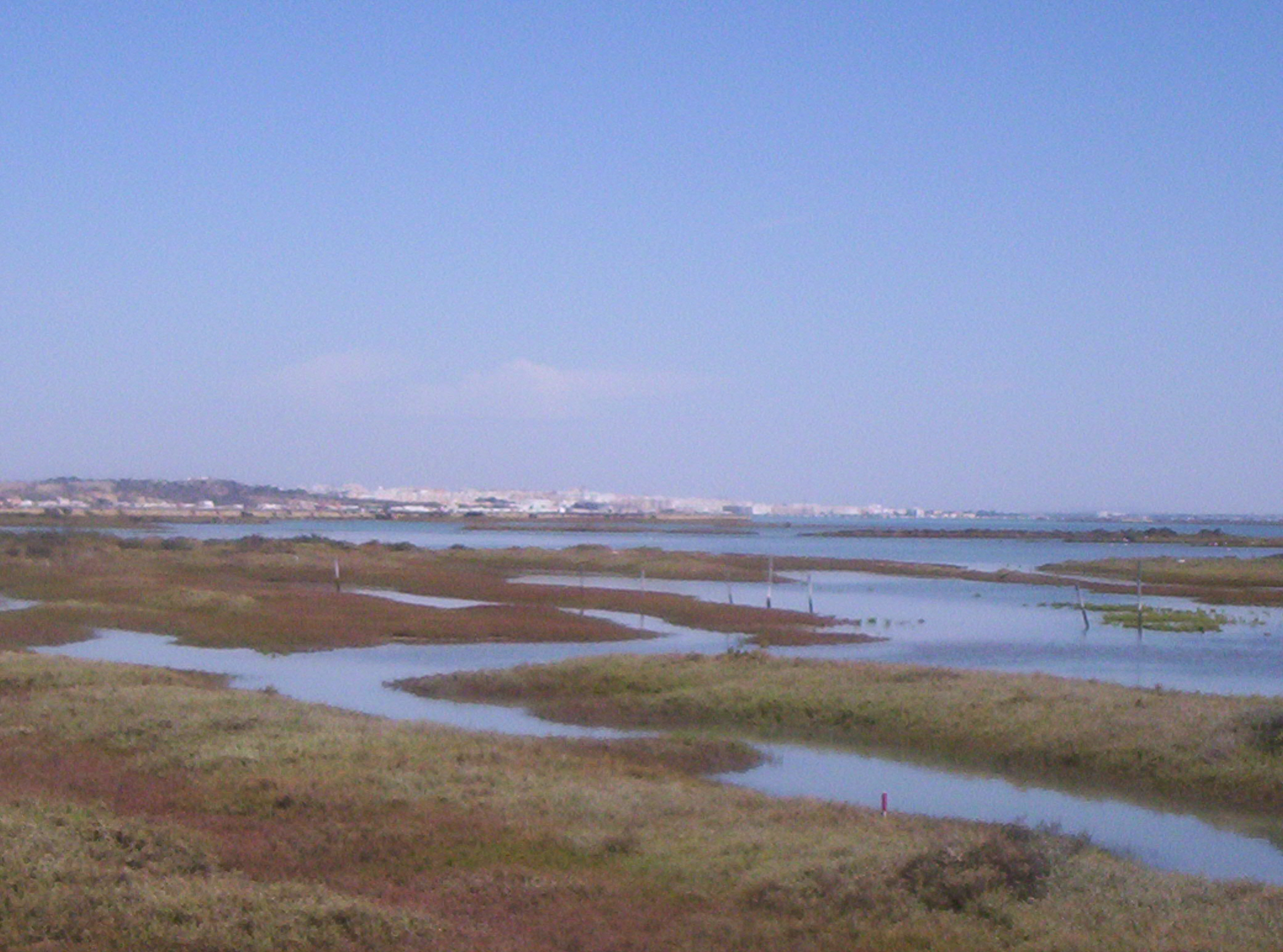
サンクティ・ペトリの沼地

サン・フェルナンドはかつてのレオン島にできた都市である。一方でイベリア半島本土とはサンクティ・ペトリ湿地（es:Caño de Sancti Petri）によって切り離され、スアソ橋でつながっている。以前はカディスとはアリリョ川で分かれていた（現在のアリリョ川はサン・フェルナンド＝カディス間の高速道に覆われている）。19世紀までの都市の正式名は、レアル・ビリャ・デ・ラ・イスラ・デ・レオン（Real Villa de la Isla del León）といった。
都市のある地域から離れると、北の泥の島の上に築かれたカラカ工廠（es:Arsenal de la Carraca）、カンポソト海岸、南のボケロン岬、サンクティ・ペトリ小島群がある。
サン・フェルナンドの行政区域は、海抜0m以下でさえある平坦な沼沢地である。サンクティ・ペトリ湿地かアリリョ川の排水道として、かき回しているかのような数多くの排水道が、跡をつけているのである。レス・マルティレス丘のような、20mに達する高い場所はあまり現れない。トーレ・アルタ丘は行政区域内で最も高く、標高30mである。
サン・フェルナンド一帯ではオスティオネラ石（es:Piedra ostionera、貝殻や、海の隆起で生まれた石を含む）が多く採れ、歴史的な建造物を建てるのに使われてきた。

## 歴史

### 古代
サン・フェルナンドの歴史は、ガデス（現在のカディス）を築いたフェニキア人の植民時代、紀元前1100年頃に始まる。その後タルテッソスがやってきた。タルテッソス人はフェニキア人との交易にのみ専念し、都市に大きな痕跡は残さなかった。都市の建設は完了しなかったが、サンクティ・ペトリの小島にガディタノのヘルクレス神殿が築かれた。この神殿は、紀元前4世紀頃にやってきたカルタゴ、そしてローマ時代に引き続いて信仰の場となった。カルタゴは紀元前206年頃、スキピオ・アフリカヌス軍に敗退しこの地を追われた。

### 古代ローマ

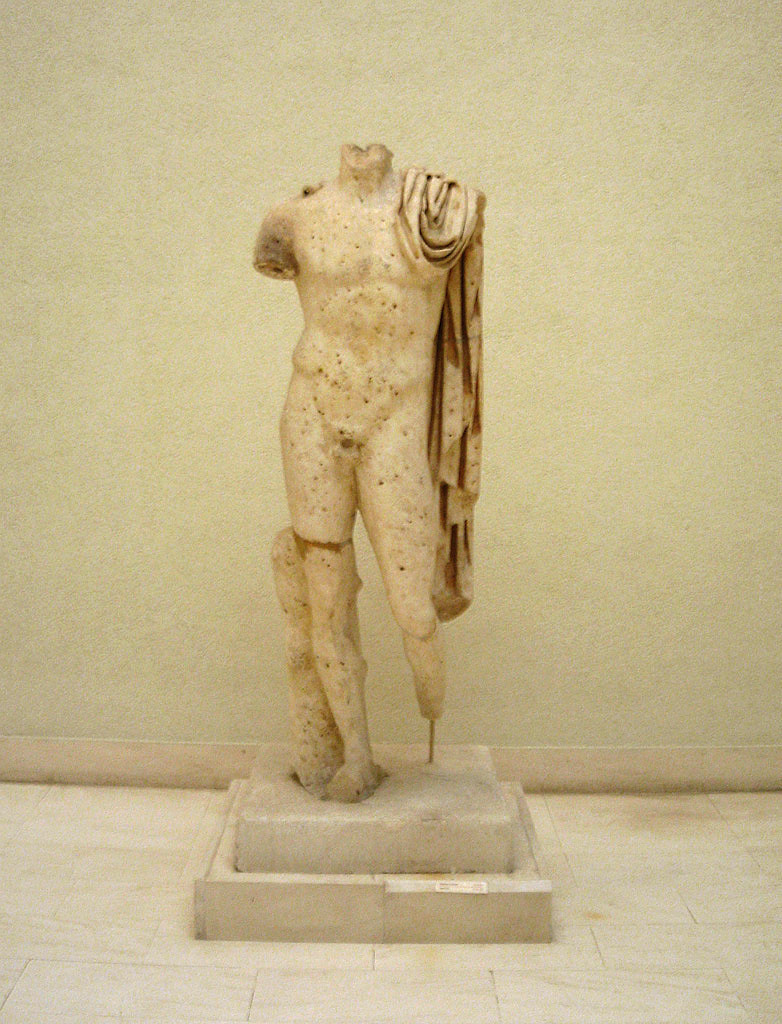
かつてのヘルクレス神殿近くで発見された、ローマ皇帝の像

古代ローマ時代のサン・フェルナンドは、アンティポリス（Antipolis）として知られていた（一部の学者はCimbisと呼ばれたとする）。ガディタナ湾（カディス湾の古名）全体と同様、ローマ時代のアンティポリスは魚醤ガルムの産地として知られていた。この時から、農地の開拓、魚醤や製造業の発達でアンティポリスは成長していった。ローマ時代のヘルクレス神殿は、信仰の場であり行政の中心地でもあった。属州ヒスパニアのクァエストルやプラエトルとして、ガイウス・アンティスティウス・ウェトゥス、紀元前68年頃にはユリウス・カエサルがガデスへやってきた。カエサルとグナエウス・ポンペイウスが争ったローマ内戦では、神殿がポンペイウス側のマルクス・テレンティウス・ウァロによって荒らされたが、カエサルが勝った後に財宝は戻された。

### 中世
5世紀、ヴァンダル族がガディタナ湾地域を通り抜け、一帯は悲惨な混乱した状態となった。次に、アンダルシア全体を西ゴート族が東ローマ帝国と対峙する前に征服した。イスラム教徒によって西ゴートが滅ぼされた8世紀以降、アルアンダルス時代に最初の都市開発が始められたと考えられている。アラブ人の建てたサン・ロムアルド城（最初はリバートとして建てられた）、レアル・カレネロ（王立海軍工場）は、どちらもレコンキスタ以後にキリスト教国側の建物に変えられた。イスラム支配時代、ムラービト朝の提督ベン・マイムーンがヘルクレス神殿の財宝を狙って神殿を破壊したが、見つけることができなかった。

### レコンキスタ
13世紀半ば、カスティーリャ王アルフォンソ10世がカディス湾の島を併合した。それからサン・ロムアルド城とともにルガルの名で知られるようになった。この小さな定住地は、カディス市の中の独立した自治体で、1260年に境界が定まった。島はスアソ家のものとなった。そして15世紀、ポンセ・デ・レオン家に島は購入され、イスラ・デ・レオンと呼ばれるようになった。島にはカスティーリャ人、カンタブリア人、ガリシア人の移民が入植した。

### 近代

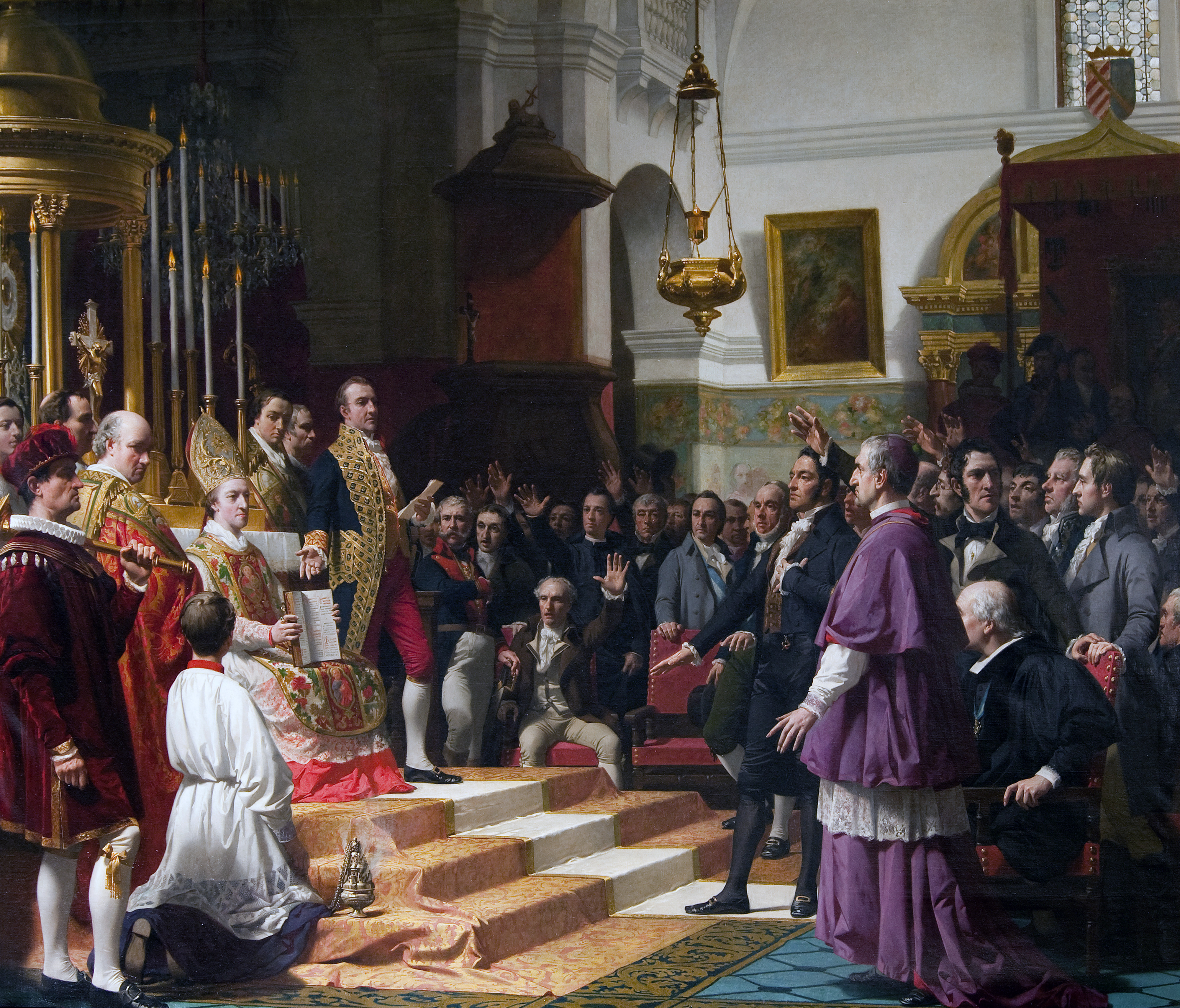
1810年にマヨール・デ・サン・ペドロ・イ・サン・パブロ教会で行われたコルテス

16世紀、島は海賊の被害に遭うようになった。防衛のためにスアソ橋が築かれ、レオン島を守った。人口はサン・ロムアルド城周囲に集まり、やがて新たにレアル・カレネロの周りに定住地ができた。労働活動はカレネロやヘルクレスの漁場に集中した。1596年、イングランドの私掠船にレオン島が襲われた。
18世紀のブルボン家支配時代、レオン島は繁栄の時代を迎えた。カラカ工廠に近いことが有利に働いた。フェリペ5世時代の1729年にレオン島はカディスから独立した都市となり、カルロス3世時代の1766年、ビリャ・デ・ラ・レアル・イスラ・デ・レオンの名が与えられた。
スペイン独立戦争の最中であった1810年、フランス軍の包囲に屈しなかったイスラ・デ・レオンとカディスに首都機能が移され（1810年9月-1811年2月）、コルテスが開かれた。スペイン1812年憲法はここで書かれた。

### 現代
スペイン第二共和政、スペイン内戦でさえも、サン・フェルナンドは大きな変化が起きなかった。1981年、アルマダにあった旧病院に替わって、サン・カルロス軍事病院ができた。

## 史跡
- サン・ペドロ・イ・サン・パブロ教会（es:Iglesia Mayor de San Pedro y San Pablo） - 18世紀。1810年9月24日、スペイン1812年憲法が議員によって宣言された場となった。
- エル・カルメン教会（es:Iglesia de El Carmen） - 17世紀のカルメル会修道院を前身として1733年に建てられた。バロック様式と新古典主義様式。
- セロ・デ・ロス・マルティレス礼拝堂（es:Ermita del Cerro de los Mártires） - 伝説によると、この地で305年頃にエメリタ・アウグスタ（現在のメリダ）のキリスト教徒セルバンドとヘルマンが斬首された。そのために殉教者たちの丘（Cerro de los Mártires）の名がついた。1945年に現在の建物が完成した。
- スアソ橋（es:Puente Zuazo） - ローマ時代に建てられ、19世紀に再建された。
- サンクティ・ペトリ城
- パンテオン・デ・マリーノス・イルストレス（es:Panteón de Marinos Ilustres） - 18世紀。新古典主義様式。海軍軍人の霊廟で、パスクワル・セルベラなどが埋葬されている。

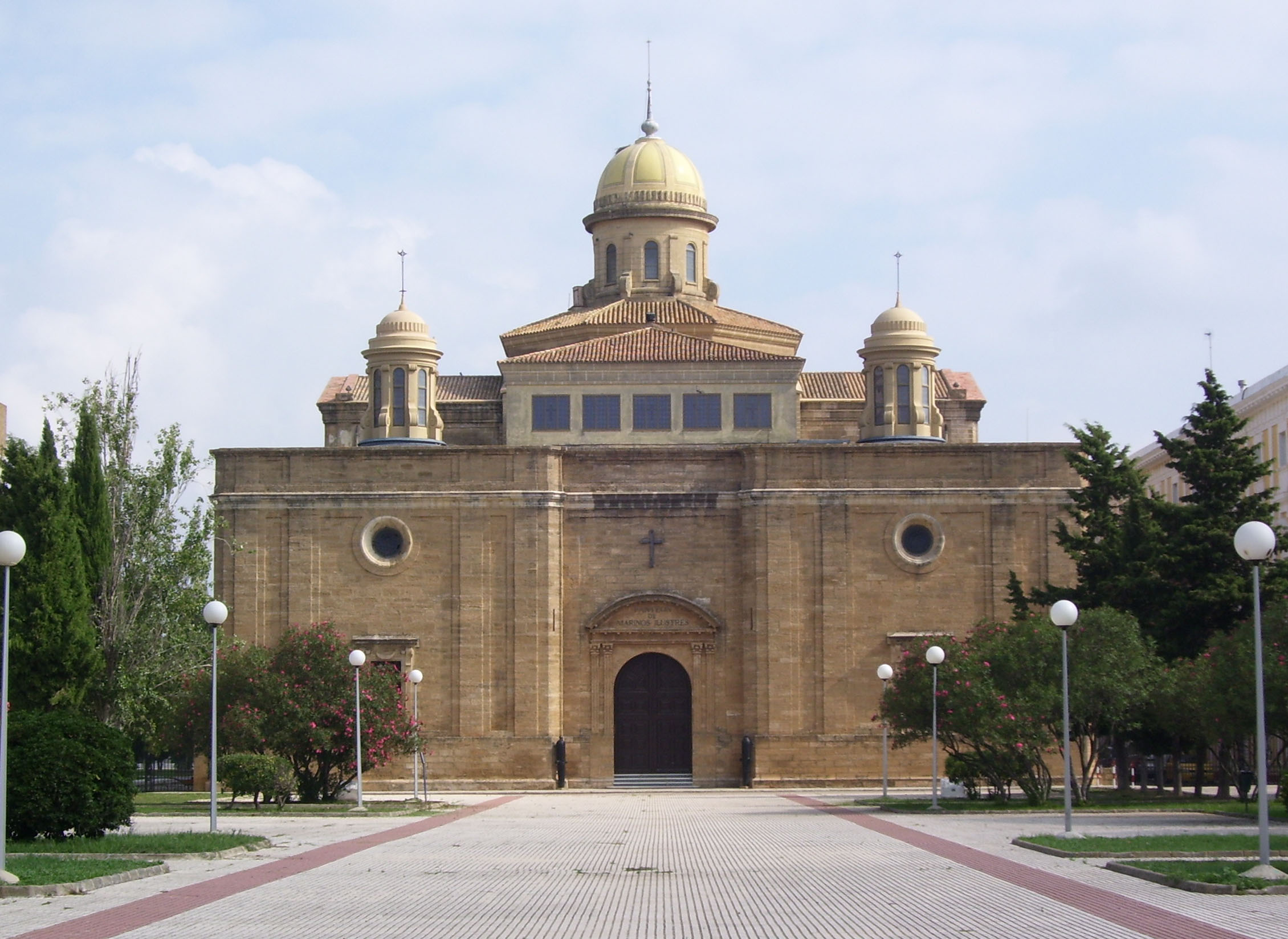
パンテオン
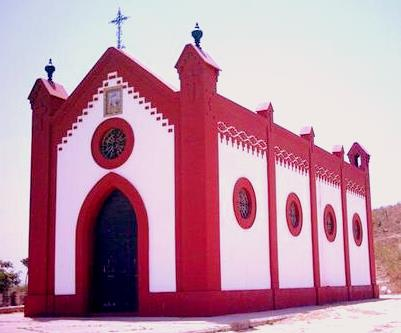
セロ・デ・ロス・マルティレス小聖堂
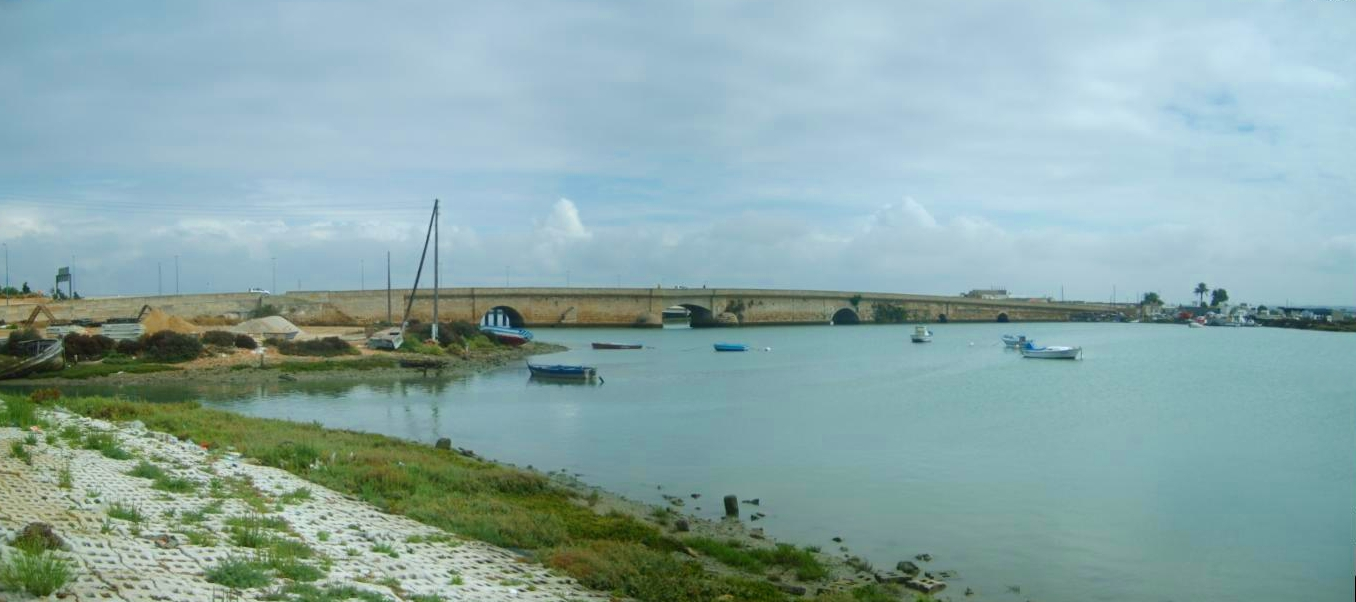
スアソ橋
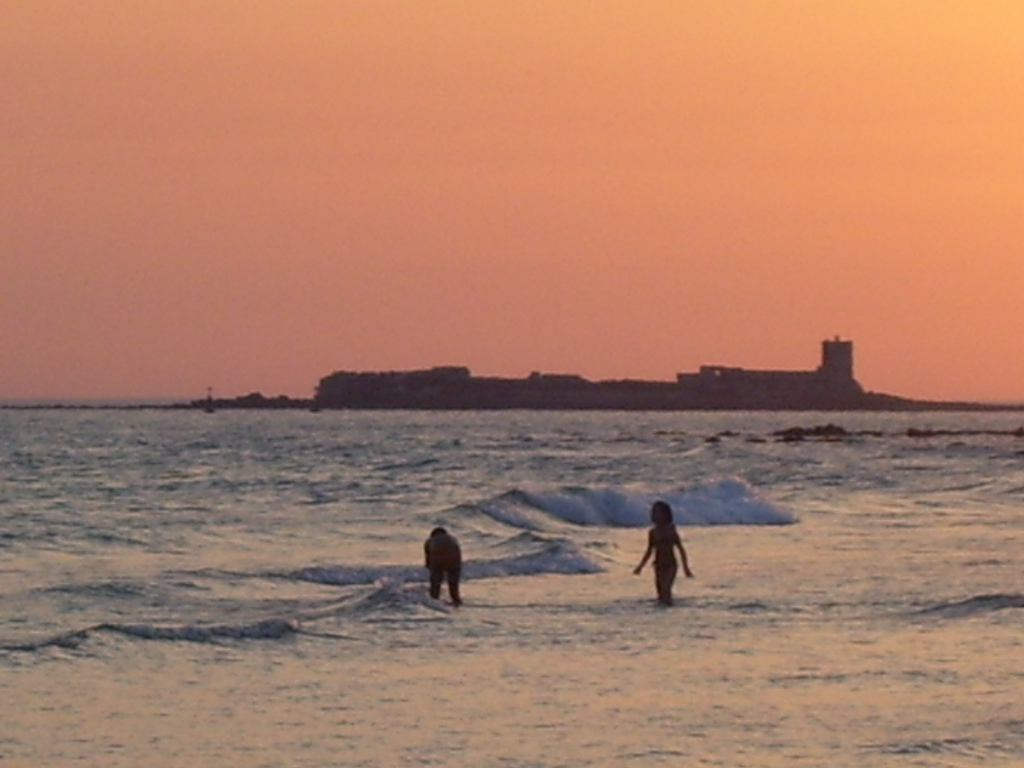
サンクティ・ペトリ城

## 経済
大西洋に面していることから、住民は代々海と関連した仕事に従事してきた。塩田とラグーンはカディス湾の恵みであり、現在は養殖業も盛んである。
1990年代から、軍事施設の市外への移設及び海軍産業の撤去によって、サン・フェルナンド経済は深刻な不景気となった。現在、市は観光という新たな収入源を得ている。

## 統計
17世紀半ばまで、イスラ・デ・レオンの人口は300人程度であった。18世紀にアルマダの基地ができたことで、この世紀末には人口が4000人ほどになっていた。19世紀初頭の半島戦争で、フランス軍から逃れたコルテスの議員や多くの住民たちがイスラ・デ・レオンへ避難してきた。20世紀に最大の人口流入を経験し、現在はカディス県第4位の人口を持つ、アンダルシア有数の都市となっている。

## スポーツ
サッカー
- CDサン・フェルナンド - 1940年設立、2009年解散。1950年代から60年代にはスペイン2部リーグにあたるセグンダ・ディビシオンに所属していた。
- サン・フェルナンドCD - 2009年設立。現在はスペイン3部リーグにあたるプリメーラ・ディビシオンRFEFに所属している。
- GEバサン - 1976年設立。アンダルシア州1部リーグ所属。
- CDカニョレーラ - 2007年設立。アンダルシア州2部リーグ所属。

## 姉妹都市
- バダローナ、スペイン
- モンティニー＝ル＝ブルトンヌー、フランス

## 出身の著名人
- カマロン・デ・ラ・イスラ - フラメンコ歌手。